# Matthew Bennett (historiador)
Matthew Bennett (1954) és un historiador britànic especialista en la guerra durant l'edat mitjana. Fou professor sènior del Departament de Comunicació i Ciències de la Conducta Aplicades a la Reial Acadèmia Militar de Sandhurst durant 30 anys abans de jubilar-se el 2014. És graduat en Història i màster en Història Medieval pel King's College de Londres, on fou alumne de R. Allen Brown, i és membre de la Society of Antiquaries of London i la Royal Historical Society. El 2011, la Universitat de Northampton el feu doctor per obres publicades. Ha escrit un bon grapat de llibres i articles sobre la guerra en l'edat mitjana.